# كوجي مياموتو
كوجي مياموتو (باليابانية: 流智美؛ بالكانا: ながれ ともみ) هو مؤرخ ياباني، ولد في 16 نوفمبر 1957 في ميتو في اليابان.